# Dusk...and Her Embrace
Dusk...and her Embrace – drugi album studyjny zespołu Cradle of Filth, wydany w 1996 roku.

## Lista utworów
Opracowano na podstawie materiału źródłowego.
1. "Humana Inspired to Nightmare" – 1:23
2. "Heaven Torn Asunder" – 7:04
3. "Funeral in Carpathia" – 8:24
4. "A Gothic Romance (Red Roses for the Devil's Whore)" – 8:35
5. "Malice Through the Looking Glass" – 5:30
6. "Dusk and Her Embrace" – 6:09
7. "The Graveyard by Moonlight" – 2:28
8. "Beauty Slept in Sodom" – 6:32
9. "Haunted Shores" – 7:04

## Twórcy
Opracowano na podstawie materiału źródłowego.
| Zespół Cradle of Filth w składzie - Dani Filth – wokal - Stuart Antsis – gitara - Damien Gregori – instrumenty klawiszowe - Robin Eaglestone – gitara basowa - Nicholas Barker – perkusja - Gian Pyres – gitara Dodatkowi muzycy - Conrad "Cronos" Lant – gościnnie wokal - Danielle Cneajna Cottington – wokal - Sarah Jezebel Deva – wokal |  | Produkcja - Chris Bell – zdjęcia - Salvatore – oprawa graficzna - Simon Marsden – zdjęcia - Sato Devinn – efekty - Mike Exorcist – inżynieria dźwięku - Dan Sprigg – inżynieria dźwięku - Mez – okładka, oprawa graficzna - Kit Woolven – produkcja muzyczna - Nigel Wingrove – kierownictwo artystyczne |